# Danny Blanchflower
Danny Blanchflower, właśc. Robert Dennis Blanchflower (ur. 10 lutego 1926 w Belfaście, zm. 9 grudnia 1993 w Londynie) – północnoirlandzki piłkarz, grający na pozycji pomocnika.

## Życiorys
Blanchflower urodził się w Belfaście. Swoją karierę piłkarską rozpoczął w tamtejszym Glentoranie, gdzie grał w zespole juniorów. Zawodową karierę rozpoczął w roku 1949 w angielskim Barnsley. Występował tam do roku 1951. W tym czasie wystąpił w 68 ligowych meczach, strzelając w nich dwie bramki. Następnie za 15 tysięcy funtów kupiła go Aston Villa. W trakcie trzyletniego pobytu w Birmingham zagrał w 148 meczach i strzelił 10 goli. Ostatnim klubem w jego karierze był Tottenham Hotspur, gdzie grał w latach 1954–1964. W tym czasie w tym zespole zaliczył 337 występów i zdobył 15 goli.
Blanchflower rozegrał 56 spotkań w reprezentacji Irlandii Północnej, w której zadebiutował w roku 1949. Wystąpił także na mundialu 1958.
Po zakończeniu kariery piłkarskiej pracował jako trener. Prowadził reprezentację Irlandii Północnej (1976–1979), a także Chelsea F.C. (1978–1979).